# Burgeonidea meteoraula
Burgeonidea meteoraula är en fjärilsart som beskrevs av Edward Meyrick 1934. Burgeonidea meteoraula ingår i släktet Burgeonidea och familjen mott. Inga underarter finns listade i Catalogue of Life.